# Up & Down (GENERATIONS from EXILE TRIBEのアルバム)
『Up & Down』（アップアンドダウン）は、GENERATIONS from EXILE TRIBEの6枚目のオリジナルアルバム。2021年7月14日にrhythm zoneから発売された。

## 概要
- 前作『SHONEN CHRONICLE』から約1年8カ月振りのアルバム。「CD+DVD(初回生産限定盤)」、「CD+Blu-ray(初回生産限定盤)」、「CD+DVD」、「CD+Blu-ray」、「CDのみ」の5形態での発売。
- 初回生産限定盤にはコンセプトフォトブック、GLP IDカードレプリカなどの豪華特典が付く。
- CDには、3作のシングルのほか、同年5月1日に先行配信された「HELLO! HALO!」[3]、ボーナストラックとしてJr.EXILE「WAY TO THE GLORY」のGENERATIONS ver.など、全16曲を収録。
- DVD、Blu-rayにはリード曲「Make me Better」とシングル曲4曲のミュージックビデオを収録。

## 収録曲

### CD
1. Prologue [0:33]
作曲：ALAN SHIRAHAMA、編曲：Naoki Kakuta
2. Make Me Better [3:26]
作詞：KM-MARKIT、作曲：Justin Reinstein
本作のリードトラック
3. ヒラヒラ [3:20]
作詞：Sarari Matsubara、作曲：Kengo Minamida、編曲：永澤和真
21stシングル
4. Red Carpet [3:37]
作詞：TAKANORI（LL BROTHERS）, ALLY、作曲・編曲：DJ Sachiho, Sweep
21stシングルカップリング曲
5. 雨のち晴れ [4:06]
作詞・作曲：FAST LANE
23rdシングル
テレビ朝日系土曜ナイトドラマ『モコミ〜彼女ちょっとヘンだけど〜』主題歌
6. HELLO! HALO! (feat.DANCEARTH) [4:35]
作詞：小竹正人、作曲：Hitoshi Harukawa, Safari Natsukawa, Dirty Orange
7. Beautiful Sunset [4:02]
作詞：数原龍友、作曲：Kengo Minamida
8. Monologue [0:52]
作曲：ALAN SHIRAHAMA、編曲：Naoki Kakuta
9. Lonely [4:23]
作詞：ALAN SHIRAHAMA、作曲：ALAN SHIRAHAMA, SLAY HIROKI, Toru Ishikawa
22ndシングル「Loading…」3曲目
10. Star Traveling [3:57]
作詞：小竹正人、作曲：春川仁志, Safari Natsukawa、編曲：春川仁志
22ndシングル「Loading…」2曲目
映画『10万分の1』主題歌
11. Feel Alright [3:15]
作詞：ELIONE, MANDY、作曲：Henrik Nordenback, Christian Fast, Jes Meinertz Byg
12. A wish for you -キミを願う夜- [3:51]
作詞：EIGO（ONEly Inc.）、Rap詞：MANDY、作曲：☆Taku Takahashi（m-flo）, Minami（CREAM）
23rdシングルカップリング曲
13. You & I [3:29]
作詞：Masaya Wada、作曲：ERIK LIDBOM, FAST LANE
22ndシングル「Loading…」1曲目
ショートショート フィルムフェスティバル & アジア 2020 テーマソング[4]
14. Epilogue [1:01]
作曲：ALAN SHIRAHAMA、編曲：Naoki Kakuta
15. Love is ? [3:42]
作詞：数原龍友, MANDY、作曲：ALAN SHIRAHAMA, Hi-yunk (BACK-ON) , SLAY (HIROKI)
16. WAY TO THE GLORY(GENERATIONS Ver.) (Bonus truck) [3:48]
作詞：YVES&DAMS、作曲：Henrik Nordenback, Christian Fast, Andreas Ohrn

### DVD
1. ヒラヒラ (Music Video)
2. You & I (Music Video)
3. Star Traveling (Music Video)
4. 雨のち晴れ (Music Video)
5. Make Me Better (Music Video)

## カバー
Beautiful Sunset
- 数原龍友 × KENNY from SPiCYSOL（2021年、配信シングル『Love You More - From THE FIRST TAKE』収録）
- 数原龍友（2022年、配信シングル『Beautiful Sunset』収録）